# 보스코레알레
보스코레알레(이탈리아어: Boscoreale)는 이탈리아 캄파니아주의 나폴리현 코무네다. 베수비오 국립공원이 위치해있다. 질좋은 과일들과 포도주 라크리마 크리스티의 생산지로 알려져 있다. 또한 베수비오의 화산석 생산으로도 유명하다.